# Krásná (Moravia-Slesia)
Krásná (in polacco e tedesco Krasna) è un comune della Repubblica Ceca facente parte del distretto di Frýdek-Místek, nella regione della Moravia-Slesia.